# Samtgemeinde Dransfeld
Dransfeld er et amt (samtgemeinde) i den centrale del af Landkreis Göttingen, i den sydlige del af den tyske delstat Niedersachsen beliggende omkring 12 km vest for Göttingen.
Samtgemeinde Dransfeld består af kommunerne (indbyggertal er pr. 31. december 2012):
1. Bühren (557)
2. Dransfeld (4328)
3. Jühnde (1023)
4. Niemetal (1495)
5. Scheden (1926)